# Sascha Reh
Sascha Reh (* 1. Juli 1974 in Duisburg) ist ein deutscher Schriftsteller.

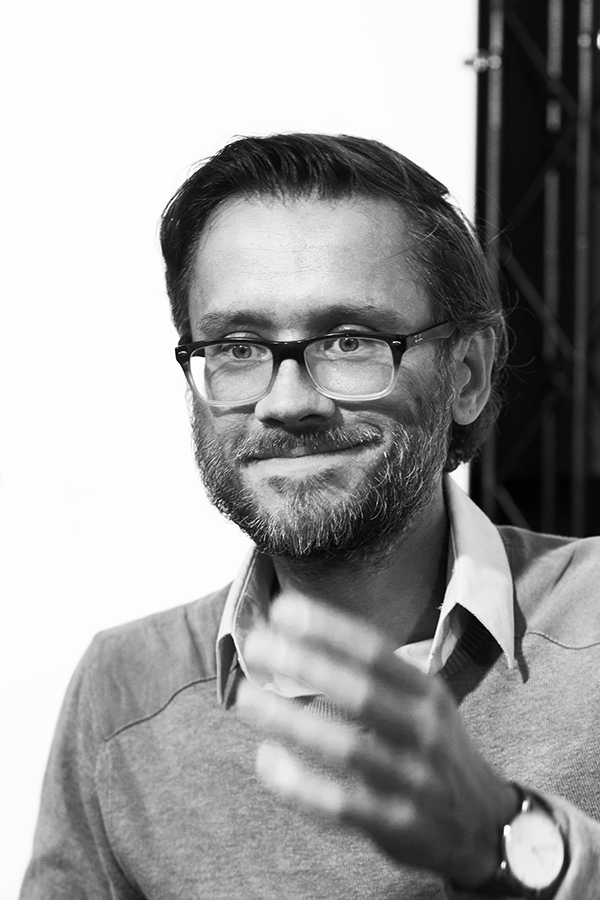
Sascha Reh (2016)

## Leben
Reh studierte Geschichte, Philosophie und Germanistik in Bochum und Wien. 2005 beendete er das Studium mit einer Magisterarbeit zur Geschichte der Filmtheorie. Seit dem 16. Lebensjahr schreibt er Prosa. Seit 1999 veröffentlicht er in unterschiedlichen Literaturzeitschriften und nimmt an Lesungen im gesamten Ruhrgebiet teil. 2010 erschien sein Romandebüt Falscher Frühling, für das er 2011 mit dem Niederrheinischen Literaturpreis ausgezeichnet wurde. 2020 war Reh einer der Erstunterzeichner des Appells für freie Debattenräume.
Sascha Reh lebt mit seiner Familie in Berlin.

## Preise und Stipendien
- 2004 Literaturpreis Ruhr (Förderpreis)
- 2005 Literaturpreis Prenzlauer Berg
- 2007 Autorenwerkstatt-Prosa, Stipendium des Literarischen Colloquiums Berlin
- 2008 Literaturpreis Ruhr (Förderpreis)
- 2009 Aufenthaltsstipendium Künstlerhaus Lukas in  Ahrenshoop
- 2011 Niederrheinischer Literaturpreis
- 2014 Arbeitsstipendium für Schriftsteller der Kulturverwaltung des Berliner Senats[4]
- 2014 Kunstpreis Literatur der LAND BRANDENBURG LOTTO GmbH[5]
- 2015 Literaturpreis Ruhr (für das Gesamtwerk)[6]
- 2016 Arbeitsstipendium für Schriftsteller der Kulturverwaltung des Berliner Senats
- 2018 Inselschreiber auf Sylt

## Werke
- Falscher Frühling, Schöffling & Co., Frankfurt am Main 2010, ISBN 978-3-89561-085-1.
- Gibraltar, Schöffling & Co., Frankfurt am Main 2013, ISBN 978-3-89561-086-8.
- Gegen die Zeit, Schöffling & Co., Frankfurt am Main 2015, ISBN 978-3-89561-087-5.
- Aurora, Schöffling & Co., Frankfurt am Main 2018, ISBN 978-3-89561-088-2.
- Großes Kino, Schöffling & Co., Frankfurt am Main 2020, ISBN 978-3-89561-089-9.
- Raserei, Schöffling & Co., Frankfurt am Main 2022, ISBN 978-3-89561-084-4.